# گلوکاناز
گلوکاناز (انگلیسی: Glucanase) یک آنزیم است که سبب تجزیهٔ گلوکان می‌شود. گلوکان یک پلی‌ساکارید است که از چندین زیرواحد گلوکز تشکیل شده‌است. چون آنزیم گلوکاناز سبب هیدرولیز پیوندهای قندی (گلوکوزیدیک) می‌شود، از خانوادهٔ هیدرولازها محسوب می‌شوند.
از این آنزیم در علم مِی‌‌شناسی و فرایندهای شراب‌گیری و جهت خواباندن و جا انداختنِ شراب استفاده می‌شود، به‌خصوص اگر این فرایند بر روی لِردهای با میکرواکسیژناسیون صورت پذیرد. این آنزیم سبب خودخواری (Autolysis) سلول‌های مخمر و رهاشدنِ پلی‌ساکاریدها و مانوپروتئین‌ها می‌شود که به‌نظر می‌رسد در «رنگ» و «حس دهانی» (Texture) شراب نقش دارند.
گلوکاناز توسط قارچ‌های تاژکی موجود در دستگاه گوارش جانوران گیاه‌خوار ساخته می‌شود.

## آلفا-گلوکاناز
- آلفا-۱٬۴-گلوکاناز: سبب تجزیهٔ آلفا-۱٬۴-گلوکان‌ها می‌شود
- آلفا-۱٬۶-گلوکاناز: سبب تجزیهٔ آلفا-۱٬۶-گلوکان‌ها می‌شود
- پولولاناز: نوع خاصی از گلوکاناز که سبب تجزیهٔ پولولان می‌شود

## بتا-گلوکاناز
- بتا-۱٬۳-گلوکاناز: آنزیمی که سبب تجزیهٔ بتا-۱٬۳-گلوکان‌ها همچون کالوز و کوردلان می‌شود.
- بتا-۱٬۶-گلوکاناز: آنزیمی که سبب تجزیهٔ بتا-۱٬۶-گلوکان‌ها می‌شود
- سلولاز: آنزیمی که سبب هیدرولیز پیوندهای ۱٬۴-بتا-دی-گلوکوزیدیک در سلولز، لیکنین و بتا-دی-گلوکان‌های غلات می‌شود.
- اندو-بتا-۱٬۴-گلوکاناز اختصاصی زایلوگلوکان
- اگزو-بتا-۱٬۴-گلوکاناز اختصاصی زایلوگلوکان